# هری گریبن
هری گریبن (انگلیسی: Harry Gribbon؛  ‏۹ ژوئن ۱۸۸۵ – ۲۸ ژوئیهٔ ۱۹۶۱) بازیگر اهل ایالات متحده آمریکا بود.
از فیلم‌هایی که وی در آن نقش داشته است، می‌توان به سالومه در برابر شنندوا، نمایش مردم، تظاهر اجتماعی آنها، اول تجارت، بعد صداقت، سلطان آشپزخانه، قهرمان یک شهر کوچک و پائین مزرعه اشاره کرد.